# 箕面船場阪大前駅
箕面船場阪大前駅（みのおせんばはんだいまええき）は、大阪府箕面市船場東3丁目にある、北大阪急行電鉄南北線の駅。駅番号はM07。

## 概要
当駅は新御堂筋南行側道の地下（新船場北橋と新船場南橋の間）に設けられている。また、駅東には箕面市の市民ホールや図書館、および大阪大学の高層ビル型キャンパスも建設され、外国語学部が2021年（令和3年）4月に移転した。2018年（平成30年）6月5日、箕面市は駅名候補案として「箕面船場阪大前駅」と決定し、営業主体である北大阪急行電鉄が国に手続きを取り、同年7月24日に正式決定した。

## 歴史

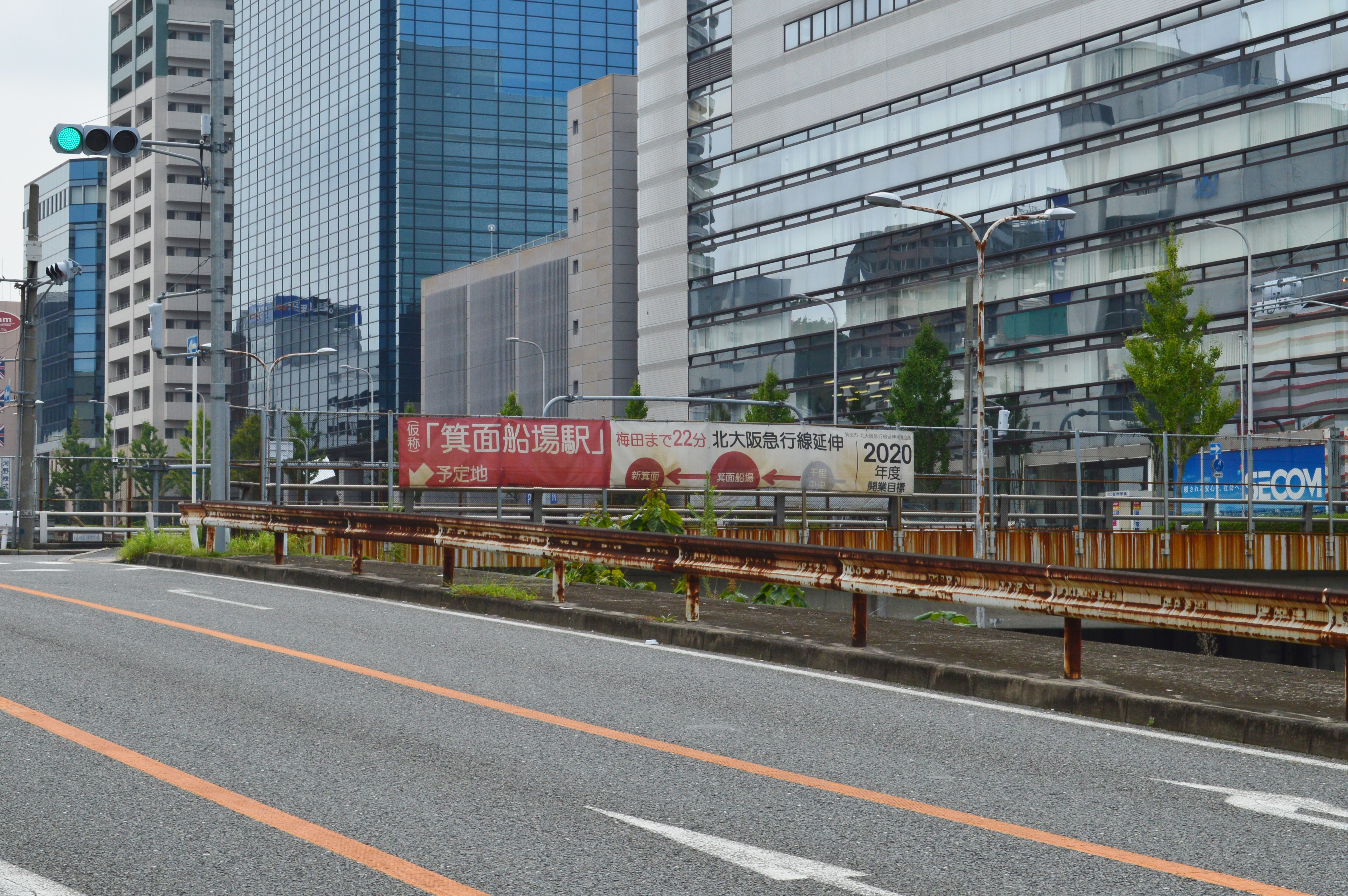
仮称の「箕面船場駅」が記された看板（2016年10月）

地周辺の新船場地区は、船場繊維団地 (COM ART HILL) として作られた商業地区である。高度経済成長期の昭和30年代の後半、大阪市の中心部の過密化に伴い、船場地区（大阪市中央区）の繊維卸商の問屋街から、流通施設などが移転した。
北大阪急行（北急）南北線の千里中央駅以北の延伸と新駅の設置については、繊維団地組合も1964年（昭和39年）の組合設立時から要望。また、昭和60年代のバブル景気が崩壊した後、繊維卸商の数で4割減った繊維団地の活性化として、箕面市が北急の新駅前の面積33,400 m2の土地区画整理事業を推進。2008年（平成20年）箕面市長に就任した倉田哲郎が延伸実現を選挙公約に掲げており、事業を加速させた。

### 年表
- 2010年（平成22年）1月15日：箕面市・北大阪急行・大阪府・阪急電鉄の4者で構成する「北大阪急行線延伸検討委員会」が、2018年（平成30年）の開通をめざす千里中央駅 - 新箕面駅（仮称）間の整備計画案を策定・公表[注釈 1]。公表時の仮駅名は「箕面船場駅」であった[10]。
- 2012年（平成24年）3月：箕面市・北大阪急行・大阪府・阪急電鉄の4者で「北大阪急行線の延伸に係る事業調査に関する覚書」を締結し、社会資本整備総合交付金を活用して本格的な事業調査を開始[11]。
- 2014年（平成26年）3月31日：延伸と費用負担割合などについて、箕面市・北大阪急行・大阪府・阪急電鉄の4者で基本合意。建設費600億円のうち、箕面市160億円、北急80億円、国260億円、大阪府100億円。車両購入費50億円は箕面市と国が折半。なお、大阪府は負担額を、第三セクター「大阪府都市開発」（泉北高速鉄道）の南海電鉄への売却益750億円から捻出[12][13]。
- 2017年（平成29年）1月19日：箕面市長の倉田と大阪府知事の松井一郎らが出席し、南北線延伸の起工式が行われる。倉田は「御堂筋線の力を取り込んだ素晴らしい街を目指す」と述べた[14]。
- 2018年（平成30年）
  - 6月5日：駅名候補案を「箕面船場阪大前駅」に決定[4][6]。
  - 7月24日：駅名を正式決定[5]。
- 2019年（令和元年）5月7日：箕面市と北大阪急行電鉄が共同で、千里中央 - 箕面萱野間の延伸開業目標を2020年度から2023年度へ見直すと発表[15]。
- 2022年（令和4年）8月25日：従前は2023年度としていた、本駅を含む千里中央 - 箕面萱野間の開業時期を2023年度末（令和5年度末）と発表[16]（後に2023年8月23日のプレスリリースで正式詳細日を決定[1]）。
- 2024年（令和6年）3月23日：開業[1][2]。

## 駅構造
当駅の南端から千里中央駅側はシールドトンネル工法になっているが、駅南端から北側の高架区間に変わるまでの区間は開削トンネル工法で建設されている。この工法が切り替わる地点より南側は第一種鉄道事業許可区間として北大阪急行電鉄が整備し、北側は軌道事業特許区間として北大阪急行電鉄と箕面市が共同で建設を行った。なお、線路や駅内装は北大阪急行電鉄が、コンクリート構造物や駅舎は箕面市が建設した。
島式ホーム1面2線を有する地下駅。改札は地下1階、ホーム（幅約7メートル、長さ約200メートル）は地下3階。使いやすさにこだわり、エレベーター、授乳室、トイレなどを改札口の近くに設置する事で、動線をわかりやすくしている。ホームのデザインは「繊維の街」をテーマに、天井や壁はランダムに折り重なった繊維を表現している。

### のりば
| 番線 | 路線   | 行先         |
| ---- | ------ | ------------ |
| 1    | 南北線 | なかもず方面 |
| 2    | 南北線 | 箕面萱野方面 |

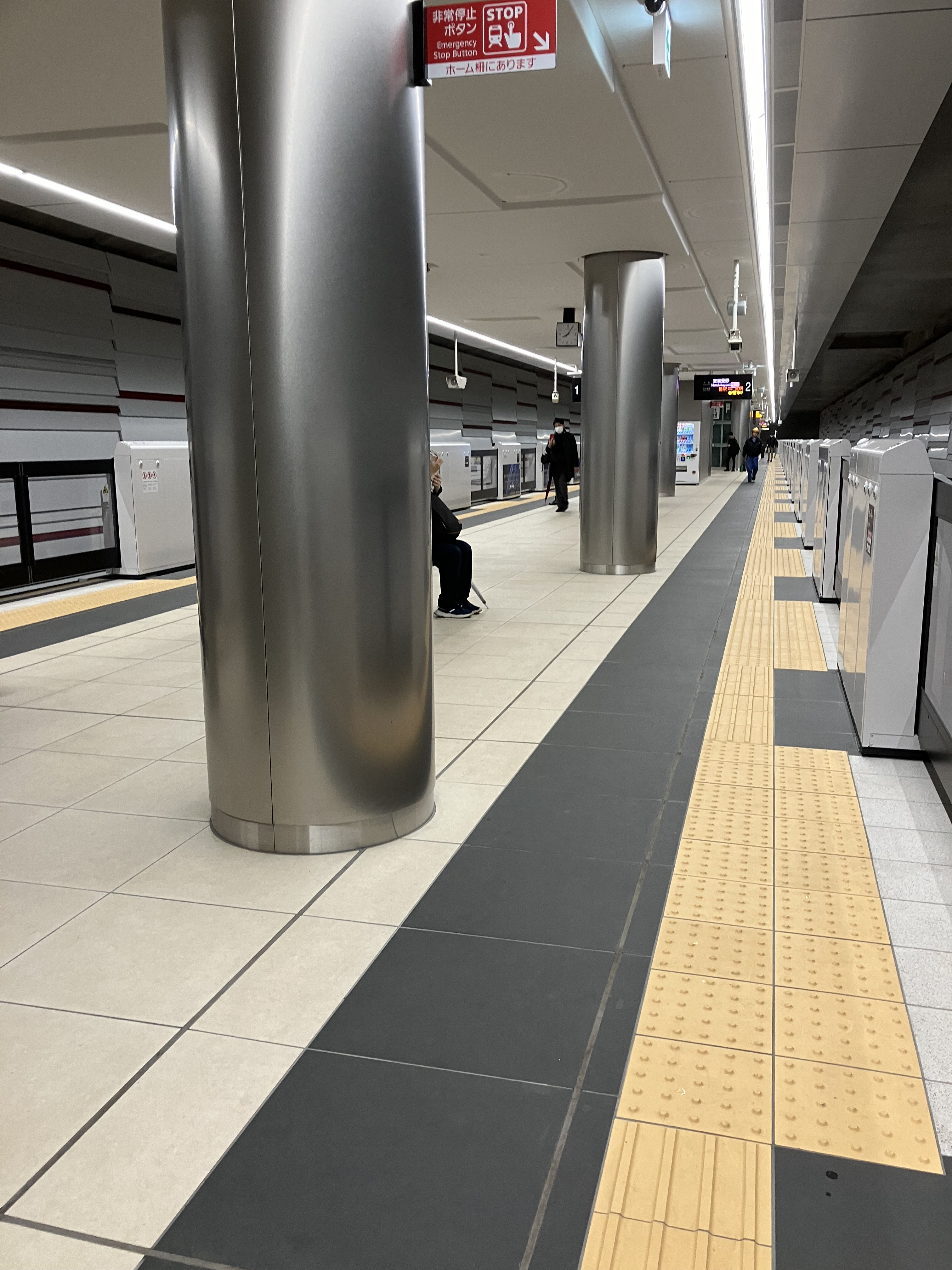
ホーム（2024年3月）
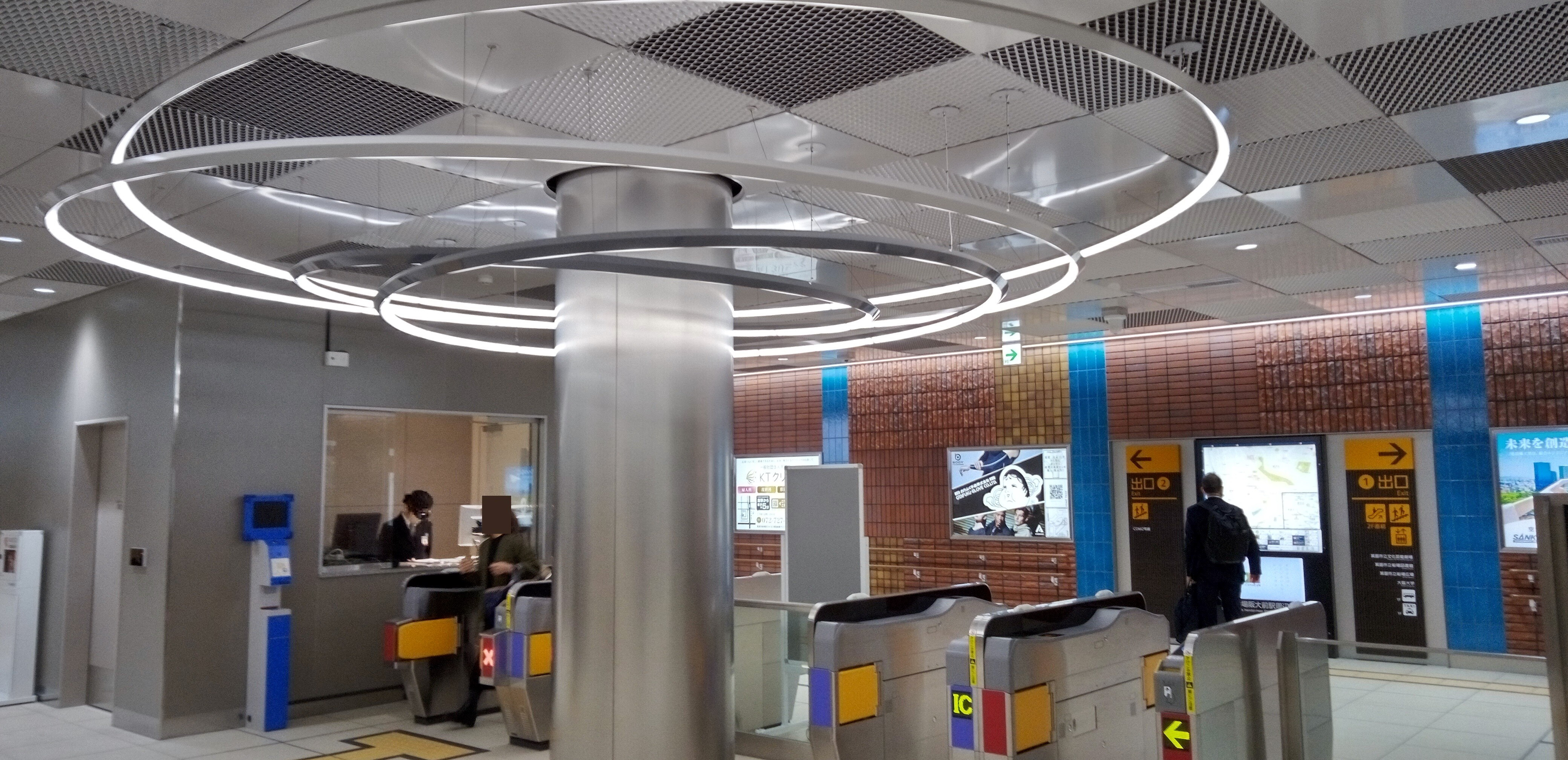
改札口（2024年3月）
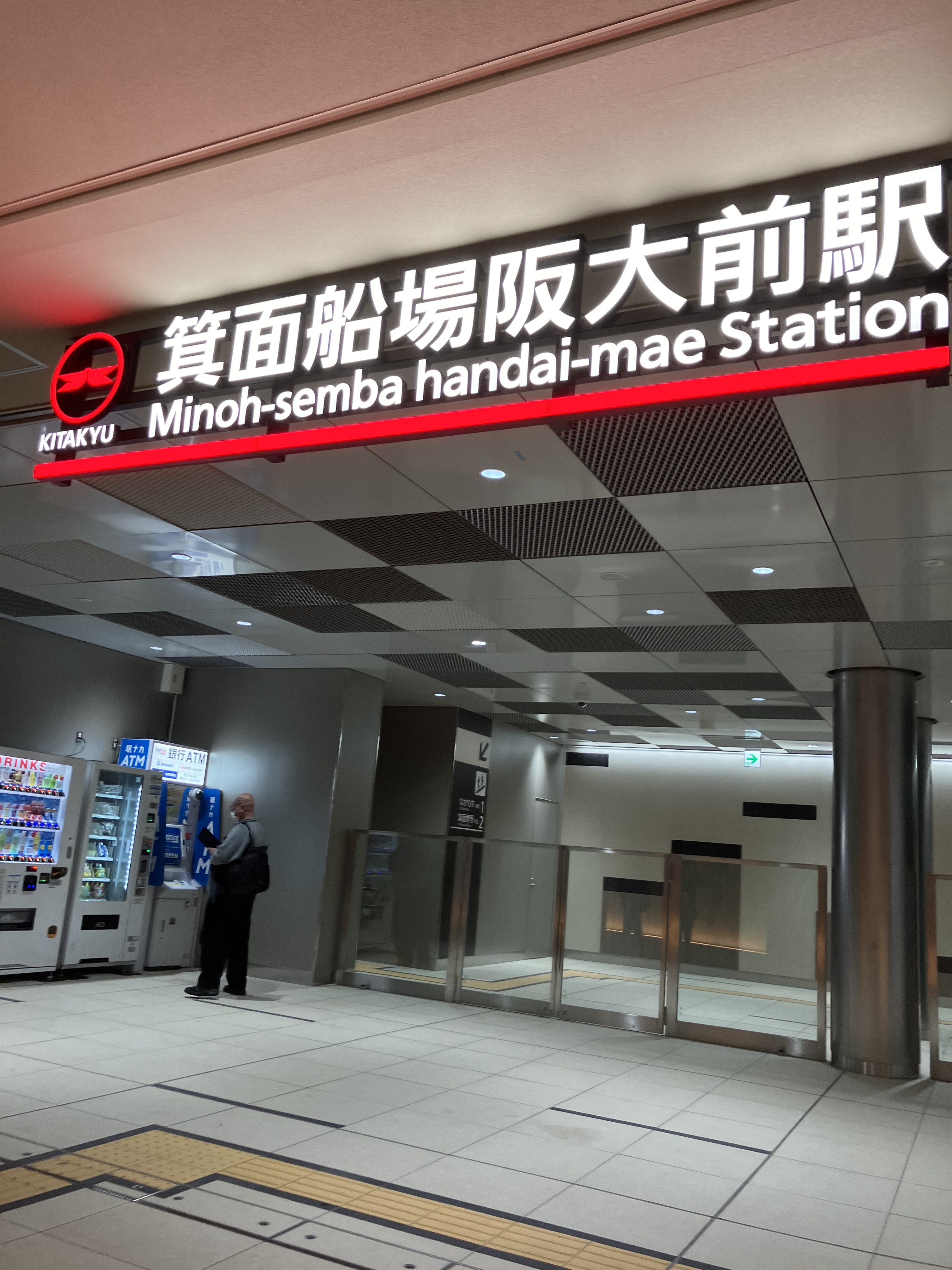
1番出口付近（2024年3月）
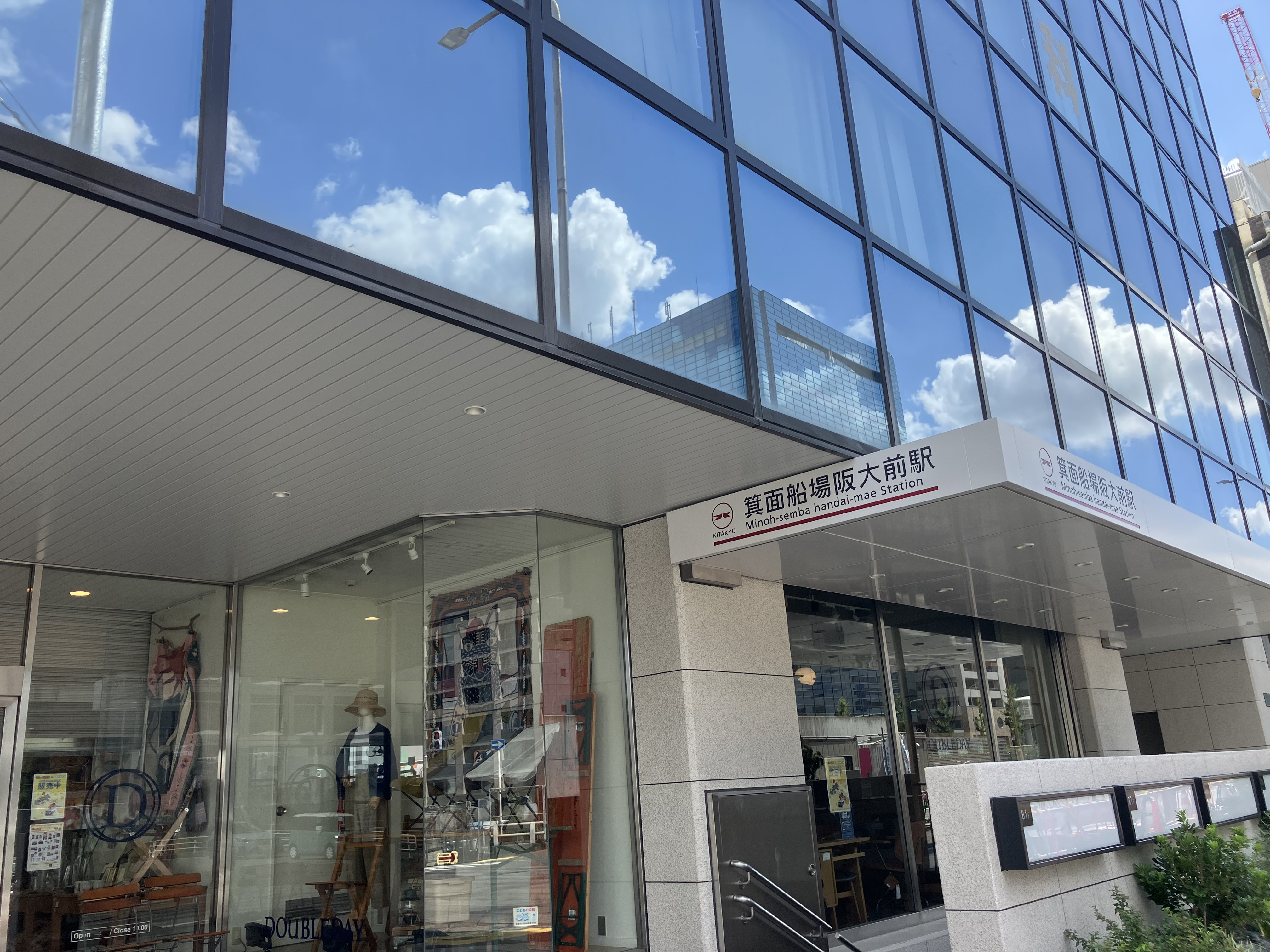
2番出口（2024年9月）
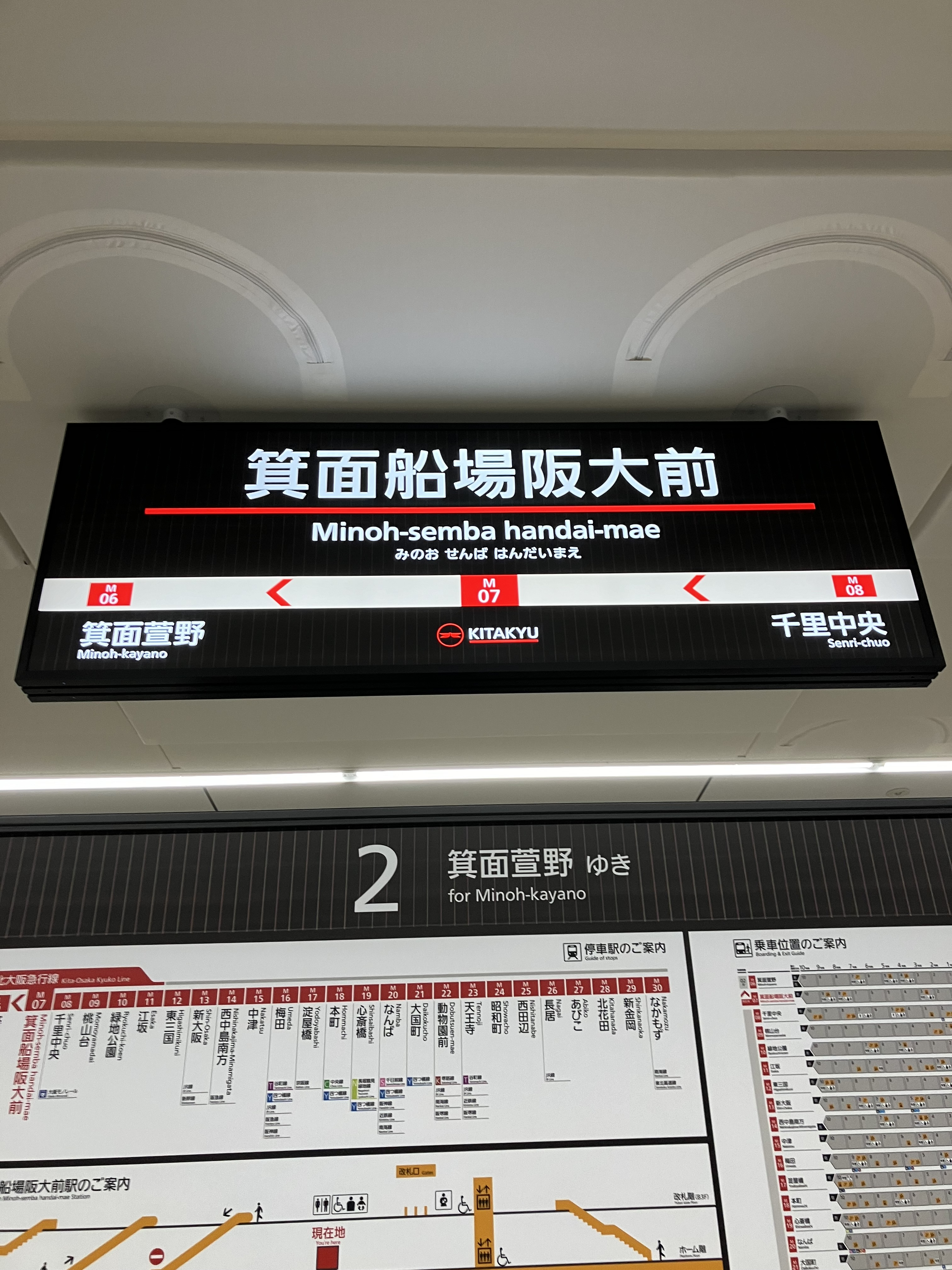
駅名標（2024年3月）
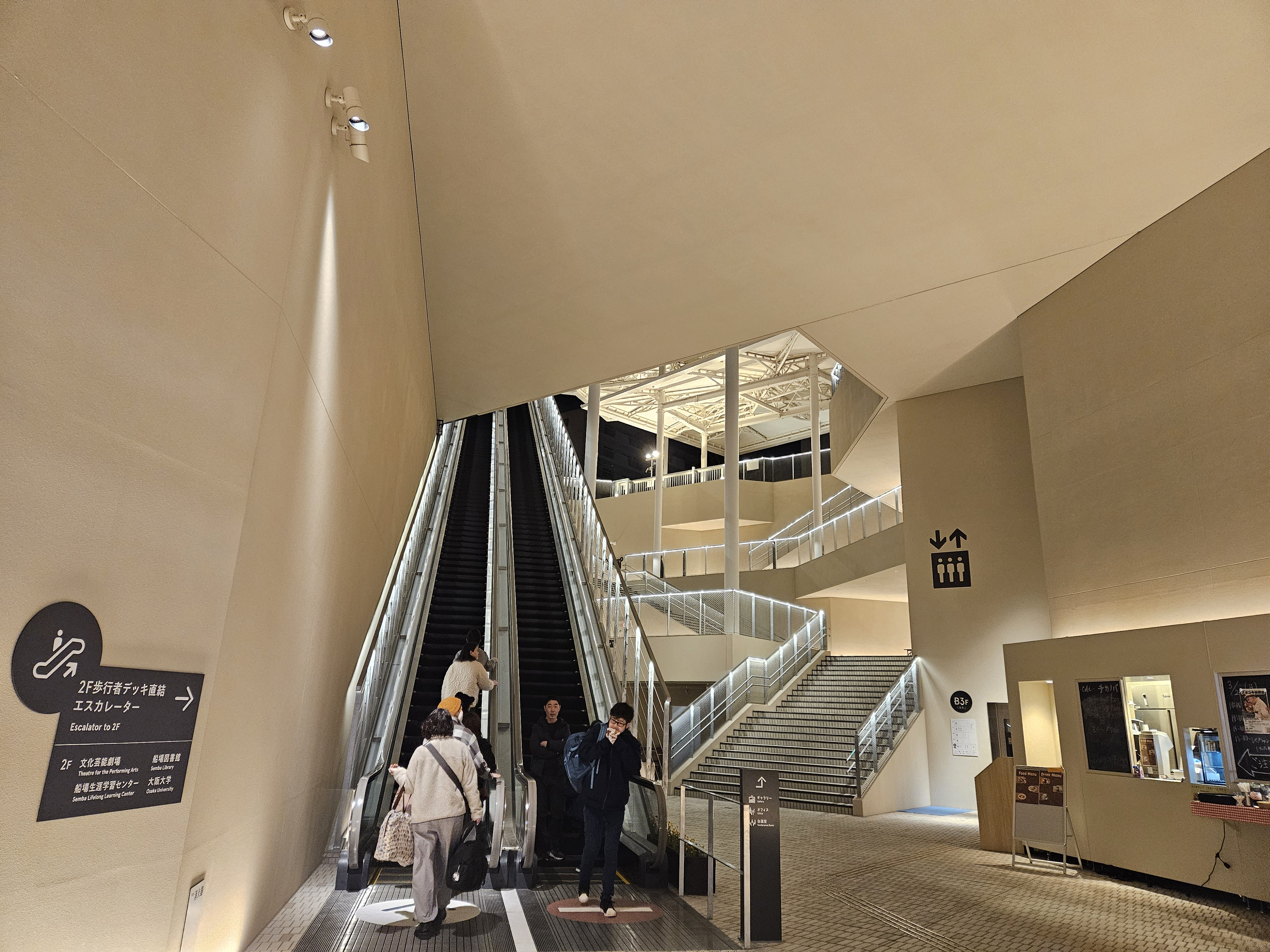
1番出口の吹き抜け（2024年3月）

## 利用状況
2024年11月12日の1日乗降人員は14,095人（乗車人員：7,130人、降車人員：6,965人）である。

## 駅周辺
駅名の表示の通り、駅東の「船場東」地区に2021年（令和3年）4月大阪大学の外国語学部が移転した高層ビル型キャンパスがあり 、箕面市施設と一体化とした「文化芸能・国際交流拠点」や「健康寿命の延伸・ヘルスケア拠点」 が整備されている。

### 立地
南北方向には新御堂筋（国道423号）が走り、その地下に鉄道・駅が敷設されている。

### 主要施設
- 大阪大学箕面キャンパス（外国語学部）
- 箕面市立文化芸能劇場[注釈 4]
- 箕面市立船場生涯学習センター
- 箕面市立船場図書館（大阪大学附属外国学図書館）
- 箕面市立船場広場[26] - 駅前広場
- （仮称）関西スポーツ科学・ヘルスケア総合センター - 2024年度完成予定。
- 大阪船場繊維卸商団地
  - 箕面FMまちそだて
- 阪急オアシス箕面船場店
- エディオン箕面船場店
- 箕面市立病院
- 大阪府立箕面支援学校
- 大阪府立豊島高校 - 豊中市にある高等学校。

（主要施設の出典：）

## 隣の駅
北大阪急行電鉄
□南北線
箕面萱野駅 (M06) - 箕面船場阪大前駅 (M07) - 千里中央駅 (M08)
- （）内は駅番号を示す。

### 記事本文